# Ninja (Six Flags St. Louis)
Ninja in Six Flags St. Louis (Eureka, Missouri, USA) ist eine Stahlachterbahn vom Modell Custom MK-1200 der Hersteller Vekoma und Arrow Dynamics, die ursprünglich am 2. Mai 1986 auf der Expo 86 in Vancouver als Scream Machine eröffnet wurde. Dort fuhr sie bis zum 13. Oktober 1986, bevor sie an ihren heutigen Standort im April 1989 im damaligen Six Flags Over Mid-America eröffnet wurde.
Die mit einem Looping, einem Sidewinder und einem doppelten Korkenzieher ausgestatteten Bahn wurde ursprünglich vom Hersteller Arrow Dynamics angefangen herzustellen. Nach dem Bankrott von Arrow Dynamics wurde die Bahn an Vekoma verkauft, um diese fertigzustellen.

## Layout
Nachdem der Zug den 33 m hohen Lifthill hochgezogen wurde, folgt die erste Abfahrt direkt in den Looping, der gefolgt wird von dem Sidewinder, einer Zwischenbremse und dem doppelten Korkenzieher. Eine abschließende Helix führt in die Endbremse.

## Züge
Ninja besitzt drei Züge mit jeweils sieben Wagen. In jedem Wagen können vier Personen (zwei Reihen à zwei Personen) Platz nehmen. Als Rückhaltesystem kommen Schulterbügel zum Einsatz.